# Дефео, Джей
Джей Дефео (англ. Jay DeFeo, полное имя Mary Joan «Jay» DeFeo; 1929—1989) — американская художница и педагог.
Относится к поколению битников, работала с 1950 по 1989 год в районе залива Сан-Франциско (San Francisco Bay Area).

## Биография
Родилась 31 марта 1929 года в городе Хановер, штат Нью-Гэмпшир, была единственным ребёнком в семье итало-американского студента-медика и его жены — медсестры из австрийской иммигрантской семьи.
В 1932 году семья переехала в район залива Сан-Франциско, где отец поступил на медицинский факультет Стэнфордского университета. Брак её родителей был проблемным, и Джей часто разлучалась с ними на протяжении всего раннего детства. Она провела один год в медицинском учреждении, когда ей было четыре года, её периодически отправляли жить к бабушке и дедушке по материнской линии в сельскую местность штата Колорадо. После того как её родители в 1939 году развелись, девочка переехала с матерью в Сан-Хосе, штат Калифорния.
Имя «Джей» она получила в средней школе, где её наставником был учитель рисования. Также на её художественные наклонности повлиял сосед — коммерческий художник по имени Микеланджело. В 1946 году она поступила в Калифорнийский университет в Беркли, где познакомилась с искусством Сан-Франциско и приняла абстрактный экспрессионизм. Благодаря художнице Маргарет Петерсон Дефео познакомилась с североамериканским искусством в своих университетских исследованиях в Беркли. Она получила степень бакалавра (BFA) в 1950 году и степень магистра (MFA) в 1951 году. В университете Дефео училась с Сэмом Фрэнсисом и Фредом Мартином — двумя калифорнийскими художниками, с которыми у неё оставались дружественные отношения долгое время после окончания университета.
На полученную в 1951 году стипендию художница много путешествовала по Европе, где активно работала. За три месяца во Флоренции она написала более двухсот картин. Также изучала африканское и доисторическое искусство в парижских и лондонских библиотеках. После короткого пребывания в Париже и Лондоне она путешествовала по Северной Африке. Вернувшись в Беркли, Джей Дефео сняла квартиру и устроилась на случайную работу, продолжая свои художественные эксперименты с изображением и материалами. Некоторое время работала, преподавая искусство в колледже California College of the Arts. В середине 1950-х годов она зарабатывала тем, что изготавливала и продавала ювелирные изделия. Именно в этот период она познакомилась с Уолли Хедриком — студентом California College of the Arts, сторонником того, что было названо «персонализированным дада». Они поженились в 1954 году и вместе делили студию, где общались с артистами, писателями и джазовыми музыкантами.
В 1954 году Уолли Хедрик, Дебора Ремингтон, Хейворд Кинг ( Hayward King), Дэвид Симпсон, Джон Райан (John Ryan) и Джек Спайсер основали легендарную художественную галерею Six Gallery на 3119 Fillmore Street в Сан-Франциско, на месте галереи King Ubu Gallery, которой управляли Джесс Коллинз и Роберт Данкен.
В 1959 году ДеФео была включена в выставку «Шестнадцать американцев» («Sixteen Americans»), курируемую Дороти Миллер и проведённую в Нью-Йоркском музее современного искусства. После этого у неё была персональная выставка в галерее Ферус в Лос-Анджелесе.
В течение четырёх десятилетий своего творчества Джей Дефео создала много рисунков, картин на бумаге, фотографий, коллажей и фотоколлажей. Она заняла должность преподавателя в Художественном институте Сан-Франциско, в 1980 году она стала профессором на факультете Миллс-колледжа. В 1987 году Дефео отправилась в Африку, что вдохновило её на создание серии абстрактных рисунков под названием «Отражения Африки» («Reflections of Africa»).

### Личная жизнь
Уолли Хедрик и Джей ДеФео развелись в 1969 году, после чего у неё были длительные отношения с одним молодым человеком.
В 1988 году ей поставили диагноз рак лёгких, сделали операцию и химиотерапию, но художница продолжала работать.
Умерла в Окленде, Калифорния, 11 ноября 1989 года.

## Творческое наследие
Самой известной работой Джей Дефео стала картина «Роза» («The Rose», 1958—1966), на создание которой понадобилось почти восемь лет. Картина весит более одной тонны, она имеет десять с половиной футов высоты и почти фут толщины — произведение настолько велико, что его пришлось извлекать из студии с помощью вилочного погрузчика. Часть стены, примыкающая к окну, была выбита для создания достаточного отверстия, чтобы работа могла через него пройти. После добавления отделочных деталей в «Розу» в 1966 году Дефео взяла четырёхлетний перерыв в своем творчестве. Создание «Розы» было задокументировано в короткометражном фильме Брюса Коннера, друга Джей Дефео, озаглавленном «Белая роза» («The White Rose», 1967). В настоящее время произведение находится в коллекции Музея американского искусства Уитни.
Работы художницы находятся во многих музеях, включая Нью-Йоркский музей современного искусства, Музей современного искусства Сан-Франциско, Чикагский институт искусств, Музей Гетти, Смитсоновский музей американского искусства, Музей искусств округа Лос-Анджелес, Музей изящных искусств Хьюстона и других местах.
Выставки работ Дефео проходят по настоящее время. Самая большая ретроспективная коллекция её произведений была представлена Музеем американского искусства Уитни с 28 февраля по 2 июня 2013 года.